# 天の川の太陽
『天の川の太陽』（あまのがわのたいよう）は、黒岩重吾の最初の古代史小説。壬申の乱をテーマに描く。
『歴史と人物』に1976年1月号から1979年6月号まで連載し、1979年中央公論社より出版された。後から連載した『紅蓮の女王』が先に終わったため、刊行はこちらが後になった。
第14回吉川英治文学賞受賞作。

## 内容
大化の改新後、兄天智天皇の政権下で、皇太子大海人皇子は疎まれていき、自らの命に危険を感じた大海人は都を出る。虎視眈々と時を待ち、天智の死後、大海人皇子はついに起つ。古代史最大の戦いを雄大に描く。
当時の日本の状況だけでなく朝鮮半島との関係も視野に入れて、わかりやすく説明している｡また、額田王との恋愛など様々なエピソードを加え、当時の不透明な時代を、独自の推理力と想像力で豊かに仕上げている｡